# Вольная (Ярославская область)
Вольная — деревня в Некрасовском районе Ярославской области. Входит в состав сельского поселения Красный Профинтерн.

## История
В 1965 г. Указом Президиума ВС РСФСР село Саводраново переименовано в Вольная.

## Население
| 2007 | 2010 |
| ---- | ---- |
| 10   | ↗14  |